# Discografia de The Yellow Monkey
A discografia de The Yellow Monkey consiste em 11 álbuns de estúdio, 9 álbuns de compilação, 2 álbuns ao vivo e 25 singles.
The Yellow Monkey é uma banda japonesa de rock formada em 1989 por Kazuya Yoshii, Hideaki Kikuchi (guitarra), Youichi Hirose (baixo) e Eiji Kikuchi (bateria). Seu primeiro álbum Bunched Birth (1991) foi lançado de forma independente por uma gravadora chamada Engine. Eles deixaram de ser independentes logo no segundo álbum, The Night Snails and Plastic Boogie (1992), seguido por Jaguar Hard Pain (1994). Em 1995 alcançaram sucesso nacional, ao lançar Smile e em seguida Four Seasons. O álbum seguinte Sicks (1997) também foi lançado no Reino Unido. Eles retornaram ao Reino Unido logo mais, para gravar o álbum seguinte Punch Drunkard (1998), que foi seguido pelo que seria o último até então, nomeado 8 (2000). A banda entrou em hiato em 2001 e se separou oficialmente em 2004. No entanto, The Yellow Monkey se reuniu em 2016 e lançou o álbum 9999 em 2019, que venceu prêmios no Space Shower Music Awards e Japan Record Awards e foi seguido por Sparkle X em 2024.

## Álbuns de estúdio
| Bunched Birth                                                              | 21 de julho de 1991   | 40 | — | —          |
| TRIAD (Columbia Records)                                                   |                       |    |   |            |
| The Night Snails and Plastic Boogie                                        | 21 de junho de 1992   | 79 | — | —          |
| Experience Movie                                                           | 1 de março de 1993    | 80 | — | —          |
| Jaguar Hard Pain                                                           | 1 de março de 1994    | 28 | — | —          |
| Smile                                                                      | 1 fevereiro de 1995   | 4  | 5 | Ouro       |
| Four Seasons                                                               | 1 de novembro de 1995 | 1  | 8 | Platina    |
| FUNHOUSE (BMG)                                                             |                       |    |   |            |
| Sicks                                                                      | 22 de janeiro de 1997 | 1  | 1 | Platina    |
| Punch Drunkard                                                             | 4 de março de 1998    | 1  | 2 | 2× Platina |
| 8                                                                          | 26 de julho de 2000   | 2  | 3 | Platina    |
| Atlantic Records                                                           |                       |    |   |            |
| 9999                                                                       | 17 de abril de 2019   | 2  | 3 | Ouro       |
| Sparkle X                                                                  | 29 de maio de 2024    | 1  | 3 | —          |
| "—" indica que a gravação não figurou nesta parada ou não foi certificada. |                       |    |   |            |

## Álbuns de compilação
| Triad Years Act I ~ The Very Best of The Yellow Monkey                     | 7 de dezembro de 1996  | 2  | 2  | 3x Milhão |
| Triad Years Act II ~ The Very Best of The Yellow Monkey                    | 19 de abril de 1997    | 2  | 3  | Platina   |
| The Yellow Monkey Single Collection                                        | 10 de dezembro de 1998 | 10 | 13 | Ouro      |
| Triad Years Act I & Act II ~ The Very Best of The Yellow Monkey            | 1 de março de 2001     | 25 | —  | —         |
| Golden Years Singles 1996-2001                                             | 13 de junho de 2001    | 2  | 2  | Platina   |
| Mother of All The Best                                                     | 8 de dezembro de 2004  | 5  | 5  | Platina   |
| Yemon -Fan's Best Selection- (イエモン-FAN'S BEST SELECTION-)              | 31 de julho de 2013    | 2  | —  | —         |
| The Yellow Monkey is Here. New Best                                        | 21 de maio de 2017     | 1  | —  | Platina   |
| "—" indica que a gravação não figurou nesta parada ou não foi certificada. |                        |    |    |           |

## Álbuns ao vivo
| Título    | Detalhes               | Posição de pico nas paradas | Posição de pico nas paradas | Certificação da RIAJ |
| Título    | Detalhes               | Oricon                      | Billboard Japan             | Certificação da RIAJ |
| --------- | ---------------------- | --------------------------- | --------------------------- | -------------------- |
| So Alive  | 26 de maio de 1999     | 3                           | 4                           | Ouro                 |
| Live Loud | 3 de fevereiro de 2021 | 1                           | —                           | —                    |

## Álbuns de tributo
- This Is for You ~ The Yellow Monkey Tribute Album (9 de dezembro de 2009), posição na Oricon: 6ª[20]

## Box sets
- Triad Complete Box (10 de dezembro de 1997), posição na Oricon: 14ª,[6] na Billboard Japan: 13ª[21]

## Singles
| "Romantist Taste"                                                                                            | 21 de maio de 1992      | —  | —  | —       | The Night Snails and Plastic Boogie  |
| "Avant-garde de ikou yo" (アバンギャルドで行こうよ)                                                          | 1 de março de 1993      | —  | —  | —       | Experience Movie                     |
| "Kanashiki Asian Boy" (悲しきASIAN BOY)                                                                      | 21 de fevereiro de 1994 | 97 | —  | —       | Jaguar Hard Pain                     |
| "Nettaiya" (熱帯夜)                                                                                          | 21 de julho de 1994     | 59 | —  | —       | Smile                                |
| "Love Communication"                                                                                         | 21 de janeiro de 1994   | 29 | —  | —       | Smile                                |
| "Nageku Nari Waga Yoru no Fantasy" (嘆くなり我が夜のFantasy)                                                 | 1 de março de 1995      | 34 | —  | —       | Smile                                |
| "Tsuioku no Mermaid" (追憶のマーメイド)                                                                      | 21 de julho de 1994     | 19 | —  | —       | Four Seasons                         |
| "Taiyō ga moete iru" (太陽が燃えている)                                                                      | 30 de setembro de 1995  | 9  | —  | Ouro    | Four Seasons                         |
| "Jam/Tactics"                                                                                                | 29 de fevereiro de 1996 | 6  | 7  | Platina | Four Seasons                         |
| "Spark" | 10 de julho de 1996     | 3  | 2  | Ouro    | Não faz parte de um álbum de estúdio |
| "Rakuen" (楽園)                                                                                              | 25 de novembro de 1996  | 3  | 4  | Platina | Sicks                                |
| "Love Love Show"                                                                                             | 19 de abril de 1997     | 4  | 4  | Platina | Punch Drunkard                       |
| "Burn" | 24 de julho de 1997     | 2  | 3  | Platina | Punch Drunkard                       |
| "Kyūkon" (球根)                                                                                              | 4 de fevereiro de 1998  | 1  | 2  | Platina | Punch Drunkard                       |
| "Hanarenu na" (離れるな)                                                                                     | 3 de junho de 1998      | 15 | 12 | —       | Punch Drunkard                       |
| "Sugar Fix"                                                                                                  | 21 de agosto de 1998    | 5  | 9  | —       | Não faz parte de um álbum de estúdio |
| "My Winding Road"                                                                                            | 21 de outubro de 1998   | 5  | 6  | Ouro    | 8                                    |
| "So Young"                                                                                                   | 3 de março de 1999      | 5  | 4  | —       | 8                                    |
| "Barairo no Hibi" (バラ色の日々)                                                                             | 8 de dezembro de 1999   | 4  | 4  | Ouro    | 8                                    |
| "Seinaru Umi to Sunshine (聖なる海とサンシャイン)                                                            | 26 de janeiro de 2000   | 9  | 11 | —       | 8                                    |
| "Shock Hearts"                                                                                               | 5 de abril de 2000      | 3  | 4  | —       | 8                                    |
| "Pearl" (パール)                                                                                             | 12 de julho de 2000     | 6  | 6  | —       | 8                                    |
| "Brilliant World"                                                                                            | 1 de novembro de 2000   | 5  | 4  | —       | Não faz parte de um álbum de estúdio |
| "Primal" (プライマル)                                                                                        | 31 de janeiro de 2001   | 3  | 8  | —       | Não faz parte de um álbum de estúdio |
| "Suna no Tō" (砂の塔)                                                                                        | 19 de outubro de 2016   | 2  | —  | Ouro    | 9999                                 |
| "—" indica que a gravação não figurou nesta parada, ou a posição não foi encontrada, ou não foi certificada. |                         |    |    |         |                                      |